# Râul Onilahy
Râul Onilahy este un râu în Atsimo-Andrefana și Anosy (provincia Toliara), în sudul Madagascarului). Curge de pe dealurile de lângă Betroka până la Strâmtoarea Mozambic. Se vatsă la Sf. Augustin (23°34′00″S 43°45′00″E / 23.5666667°S 43.75°E), și în Golful Saint-Augustin.
Două specii de cichlide sunt endemice în bazinul hidrografic, dar Ptychochromis onilahy este probabil deja dispărută și intervalul rămas de Ptychochromoides betsileanus acoperă mai puțin de 10 kilometri pătrați (3,9 mi2).

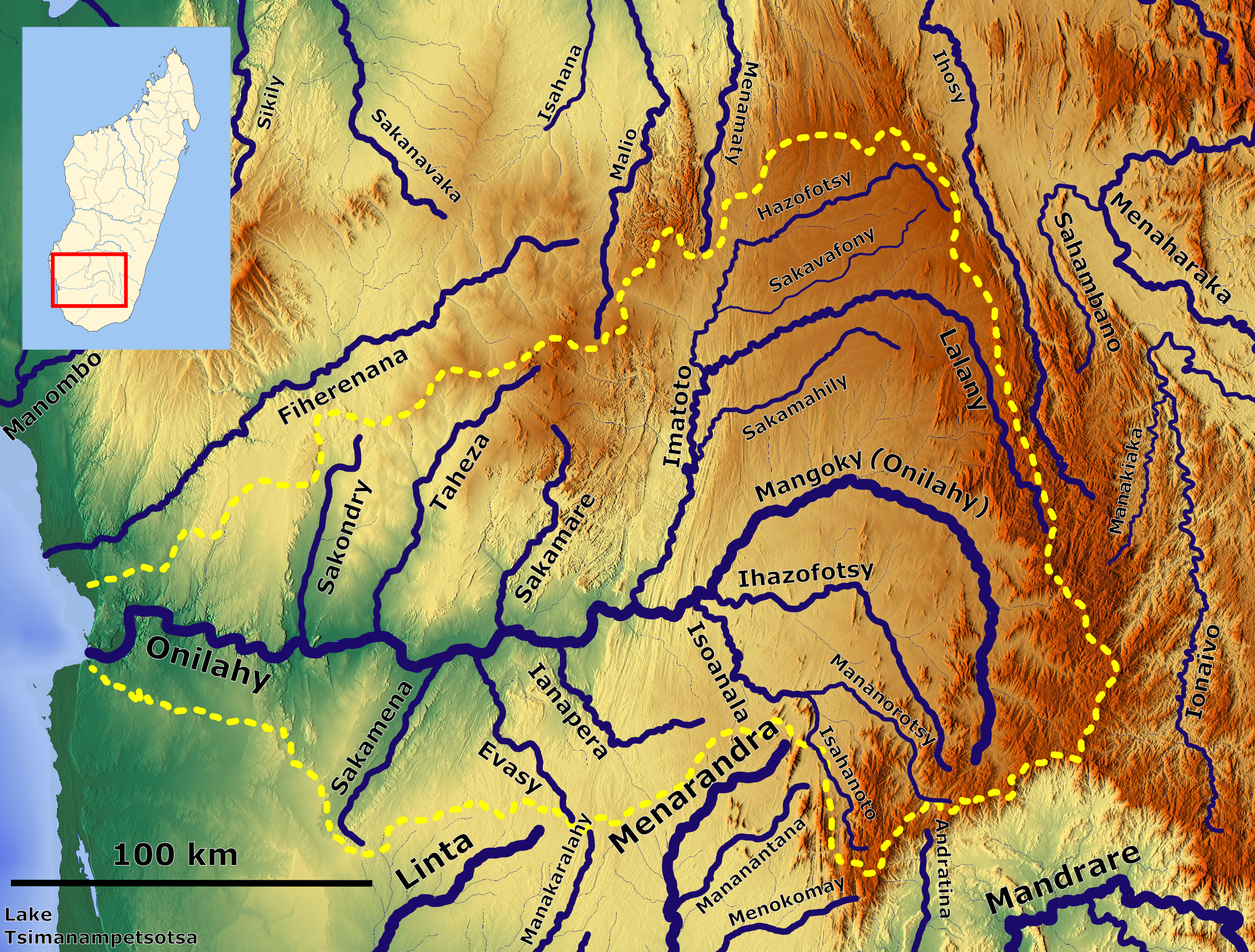
Onilahy Bassin

## Geografie
Izvoarele râului Onilahy sunt aproape de Beadabo. El curge prin Ankilimary, la Benenitra, Ehara, Bezaha și Antanimena.
Este traversat de RN 10 lângă Tameantsoa.
Gura de vărsare a râului Onilahy este situată la Oceanul Indian la Saint Augustin, la 35 km sud de Toliara (Tuléar).
Principalii săi afluenți din sud sunt râul Sakamena, Evasy, râul Ianapera, râul Isoanala și râul Ihazofotsy.
Din nord, acestea sunt Sakondry, Taheza, Sakamare și râul Imatoto.